# Healthcare Information For All
Healthcare Information For All (HIFA), que en español significa "información de asistencia médica para todos", es una red global de profesionales de la salud, que produce materiales de referencia y aprendizaje, bibliotecarios, tecnólogos, investigadores y legisladores. Anteriormente conocidos como HIFA2015 (Healthcare Information For All by 2015), la red fue renombrada como HIFA en 2014. Afirma tener más de 10 000 miembros de 2000 organizaciones independientes en 167 países alrededor del mundo.
HIFA fue formalmente lanzada en octubre de 2006 en el 10.º. Congreso de la Asociación para la Información de Salud y Bibliotecas en África en Mombasa, Kenia. La red es administrada por la Red Global de Información de Asistencia Médica, una organización sin fines de lucro con sede en el Reino Unido. El acceso universal y amigable con el usuario a la información de salud relevante y confiable, es considerado una parte vital del objetivo de la Organización Mundial de la Salud sobre "Salud para Todos", y de los Objetivos de Desarrollo del Milenio de las Naciones Unidas.

## Misión
En 2007, miembros de HIFA desarrollaron metas organizacionales, que incluyen la de "En 2015, cada persona en el mundo tendrá acceso a un proveedor informado de asistencia médica". La definición de HIFA sobre "proveedor de asistencia médica" incluye a ciudadanos así como a trabajadores de la salud, y reconoce la importancia de padres, hijos y familias como proveedores de cuidados, especialmente en países de bajos ingresos donde los trabajadores de la salud pueden ser ausentes o difíciles de conseguir.
HIFA tiene una red hermana, CHIFA, conocida antes como CHILD2015, que se enfoca en la salud y los derechos de los niños. CHIFA afirma tener 1800 miembros, y una misión similar a la de HIFA pero enfocada en niños. CHIFA es administrada conjuntamente por Red Global de Información de Asistencia Médica, el International Child Health Group (Royal College of Paediatrics and Child Health), y la International Society for Social Pediatrics and Child Health.
Cada año, la campaña se dirige a las necesidades de información de un grupo particular de proveedores de asistencia médica, incluyendo:
- 2008–15: Estudiantes de medicina, enfermería y partería
- 2009–15: Enfermeras y parteras
- 2010–15: Trabajadores de salud de la comunidad
- 2011–15: Madres y niñeras familiares
- 2012–15: Ciudadanos, madres y familias
- 2013–15: Usuarios y gente que receta medicamentos

En noviembre de 2009, la Global Healthcare Information Network and ePORTUGUÊSe lanzaron una versión en portugués de HIFA. HIFA en portugués tiene más de 2000 miembros en los países de habla portuguesa (Angola, Brasil, Cabo Verde, Guinea-Bisáu, Mozambique, Portugal, Santo Tomé y Príncipe y Timor Oriental), que tienen una población combinada de 240 millones de personas.
En junio de 2010, la Campaña de Ambientes de Práctica Positivos, albergada en el Consejo Internacional de Enfermería en Ginebra, incorporó de manera oficial la HIFA2015 Fact Sheet: Meeting the information needs of health professionals into their campaign materials (Hoja de hechos de HIFA2015: Conociendo las necesidades de información de profesionales de la salud en sus materiales de campaña) para ayudar a los trabajadores de la salud a entregar servicios de salud basados en evidencia a la población global.
En octubre de 2010, la Red Global de Información de Asistencia Médica y la Evidence-Informed Policy Network en la OMS lanzaron una versión en francés de HIFA con un enfoque en las necesidades de información de quienes hacen políticas de salud en la África francófona.
En mayo de 2011, la British Medical Association fue sede de la primera conferencia internacional HIFA2015. Virginia Barbour, redactora jefe de PLoS Medicine, dijo que "Es una pena el hecho de que en 2011 le gente aún sigue muriendo debido a que sus trabajadores de asistencia médica no tienen acceso a la información que necesitan". En el mismo mes del mismo año fue lanzada HIFA-Zambia en colaboración con la Zambia UK Health Workforce Alliance.